# Helictotrichon hackelii
Helictotrichon hackelii là một loài thực vật có hoa trong họ Hòa thảo. Loài này được (Henriq.) Henrard mô tả khoa học đầu tiên năm 1940.